# 나카노촌 (이와테현 이와테군)
나카노촌(中野村)은 이와테현 이와테군에 설치되었던 촌이다.

## 연혁
- 1889년 4월 1일 - 정촌제 시행에 의해 미나미이와테군 도안니와 촌, 가도 촌, 히가시나카노 촌이 합병해 나카노 촌이 성립하였다.
- 1896년 3월 29일 군의 통합으로 이와테군에 소속되었다.
- 1941년 4월 10일 - 모리오카 시에 편입되어 소멸하였다.